# Аравийский залив
Арави́йский зали́в (араб. خليج العرب‎ или араб. الخليج العربي‎ — залив Эль-Араби) — большой залив на запад от Александрии, Египет. В Античные времена (Страбон) Арабским заливом называли Красное море.
В заливе находится самая южная точка Левантийского моря.
Геологически, залив является результатом синклинального бассейна Арабского залива северного побережья Африки.
На побережье западной части залива расположен город Эль-Аламейн, развившийся как нефтяной порт, а теперь являющийся курортом. Во время Второй Мировой войны при Эль-Аламейне велись сражения: Первая и Вторая битвы при Эль-Аламейне 1942 года.